# Spojené provincie La Platy

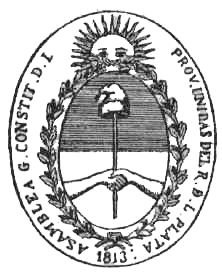
Znak Spojených provincií La Platy

Spojené provincie La Platy (španělsky Provincias Unidas del Río de la Plata), původně známy jako  Spojené provincie Jižní Ameriky (španělsky Provincias Unidas de Sudamérica), byl název pro unii dnešních států Argentina, Uruguay a bolivijského departementu Tarija v období od Květnové revoluce v roce 1810 až do poloviny 30. let 19. století (při probíhajících hispanoamerických válkách za nezávislost a formování nových států na jihoamerickém kontinentu. Poté byl tento název nahrazen názvem Argentinská konfederace, ale vztahoval se již pouze na území dnešní Argentiny. Toto označení se používalo do roku 1861. Od té doby nese tento stát název Argentinská republika nebo zkráceně Argentina (Argentina).